# Alfredo Marucelli
Alfredo Marucelli (Firenze, 17 giugno 1882 – Firenze, anni 1960) è stato un pittore e scultore italiano.

## Biografia
Si diplomò all'Accademia delle Belle Arti di Firenze in scultura e pittura.
Come scultore, eseguì ritratti e figure, ma la sua maggiore attività è stata la pittura per cui conseguì numerosi premi.
Incise vari quadri di notevole dimensione tra cui cavalli al lavoro (aquaforte, Galleria d'Arte Moderna di Roma), Nel porto, vecchia barca, alla greppia.
Partecipò a mostre nazionali e internazionali, come l'Esposizione internazionale del libro e d'arte grafica di Lipsia del 1914, l'Esposizione internazionale d'arte di Venezia nel 1914 , con l'opera Cavalli al lavoro  (acquaforte alla GAM di Roma).
Vinse la gara di primo grado nel concorso della Regina Maria José del Belgio ed ebbe la medaglia d'argento alla mostra Internazionale di Firenze del bianco e nero del 1914.